# Maria Osiecka-Kuminek
Maria Osiecka-Kuminek, cunoscută și ca Maria Kuminek sau Maria Kuminek-Osiecka, (n. 7 decembrie 1925, Dobrucowa⁠(d), Jasło County⁠(d), voievodatul Subcarpatia, Polonia – d. 5 august 2011, Varșovia, Polonia) a fost o decoratoare și scenografă de film poloneză. A câștigat, împreună cu Allan Starski, premiul Leul de bronz la Festivalul Filmului Polonez de la Gdańsk pentru scenografia filmului Domnișoarele din Wilko (1979).

## Filmografie selectivă
Creatoare a decorațiunilor interioare
- Smuga cienia (1976)
- Człowiek z marmuru (1976)
- Sprawa Gorgonowej (1977)
- Bez znieczulenia (1978)
- Rodzina Połanieckich (1978) - serial
- Domnișoarele din Wilko (1979)
- Dyrygent (1979)
- Królowa Bona (1980) - serial
- Epitafium dla Barbary Radziwiłłówny (1982)
- Danton (1982)
- Thais (1983)
- C.K. Dezerterzy (1985)
- Lawa (1989)

Creatoare a decorurilor
- Powrót Arsène’a Lupin (1989) - serial